# Licaria
Licaria del poto   es un género botánico de plantas en la familia de las Lauraceae, endémica de Centroamérica y de Sudamérica. Es un género neotropical con unas 40 especies.

## Descripción
Son árboles o raramente arbustos; plantas hermafroditas. Las hojas alternas, raramente opuestas, enteras, subcoriáceas (en Nicaragua), glabras en la haz, glabras o pubescentes en el envés, pinnatinervias. Las inflorescencias axilares, paniculadas o capitadas; los tépalos generalmente iguales, con tres estambres, las anteras exertas o incluidas en la antesis, filamentos libres o fusionados. El fruto es una baya con una cúpula subyacente de borde doble.
]es 

## Especies
- Licaria brittoniana
- Licaria cannella (Meisn.) Kosterm. – amarillo aguacatillo, amarillo piedro
- Licaria capitata
- Licaria cubensis
- Licaria mexicana
- Licaria parvifolia
- Licaria salicifolia
- Licaria triandra – Florida Licaria
- Licaria velutina